# Senior Love Triangle
Senior Love Triangle  is een dramafilm uit 2019, geregisseerd door Kelly Blatz, in zijn speelfilmregiedebuut.

## Verhaal
Er ontstaat onverwacht een polyamoreuze relatie tussen Adina, Jeanie en de 84-jarige WO II-veteraan William. Adina en Jeanie gaan akkoord met deze regeling met William uit hun liefde voor hem en omdat ze niet alleen willen zijn. De gebeurtenissen in de film zijn geïnspireerd door een waargebeurd verhaal en het gelijknamige foto-essay van co-schrijver Isadora Kosofsky.

## Rolverdeling
| Acteur            | Personage     |
| ----------------- | ------------- |
| Tom Bower         | William Selig |
| Marlyn Mason      | Jeanie        |
| Anne Gee Byrd     | Adina         |
| Travis Van Winkle | Spencer       |
| Matt Bush         | Ignacio       |
| Carrie Gibson     | Samantha      |
| Michelle Bonilla  | Julia         |

## Productie
Kelly Blatz regisseerde de film, waarbij voormalig NBA-speler Baron Davis een van de uitvoerende producenten was. Nadat de film in 2020 uitkwam, ontstond er een door de film geïnspireerd boek met foto's van ouderen die polyamorie beoefenen.

## Release
De film ging in première op 6 augustus 2019 op het Rhode Island International Film Festival in Providence, Rhode Island.